# Radiator Springs
Radiator Springs é uma cidade fictícia onde se passa o filme Carros. A cidade está localizada no condado Carburador. Foi criada a partir de uma composição de vários locais reais na histórica U.S. Route 66 dos EUA, do Kansas ao Arizona.
A localização geográfica da cidade de Radiator Springs situa-se entre Gallup, no Novo México, e o deserto de Sonora, na Califórnia. A localização de Radiator Springs em relação à Interstate 40, como mostrado num mapa durante um flashback no filme de 2006, é semelhante à de Peach Springs na Arizona State Route 66.

## Route 66
Muitas das personagens e locais do filme são diretamente inspirados em lugares e pessoas reais da Route 66.

Para citar a equipe da Pixar:
"Enquanto percorríamos a Route 66, tivemos o privilégio de visitar muitos locais e conhecer pessoas que vivem e trabalham juntas na "Mother Road".
Entre as muitas referências a pontos de referência e personalidades da Route 66:
- O design do Comfy Cone Motel é baseado nos dois Wigwam Motels ao longo da Route 66, em Holbrook, Arizona e Rialto, Califórnia.
- O personagem "Fillmore" é uma referência ao famoso local de música de São Francisco, The Fillmore.
- A casa de Ramone é baseada principalmente no U-Drop Inn em Shamrock, Texas.
- A montanha Radiator Springs é uma referência à montanha Tucumcari em Tucumcari, Novo México, com o "T" pintado à mão substituído por "RS" que significa Radiator Springs.
- A voz do xerife é dada por Michael Wallis, historiador americano e autor de Route 66: The Mother Road.
- A ponte sobre a qual McQueen vê Sally enquanto conduzem assemelha-se a várias pontes da Route 66, incluindo a Cyrus Avery Route 66 Memorial Bridge em Tulsa, a Colorado Street Bridge em Pasadena, Califórnia, e a ponte agora fechada sobre o Diablo Canyon em Two Guns, Arizona.